# Anhängerzuschlag
Der Begriff Anhängerzuschlag ist im täglichen Sprachgebrauch das Synonym einer Sonderregelung für Kraftfahrzeuganhänger im Sinne des § 10 KraftStG.

## Hintergründe
Durch die zum 1. Juni 1979 eingeführte Sonderregelung für Anhänger erfolgte eine Anpassung an ähnlich bestehende Regelungen in den Nachbarstaaten. Hierdurch sollten Wettbewerbsnachteile der inländischen Unternehmer im grenzüberschreitenden Güterverkehr und im Verkehr mit Überseecontainern vermindert werden. Durch diese Vorschrift wird insbesondere eine Freistellung überzähliger Anhänger von der Kraftfahrzeugsteuer erreicht.

## Das Verfahren
Die Sonderregelung des § 10 KraftStG wird nur auf schriftlichen Antrag angewendet (Tatbestandsmerkmal). Der Fahrzeughalter kann beantragen, dass für einen bestimmten Anhänger die Steuer nicht erhoben wird, weil dieser ausschließlich hinter Kraftfahrzeugen mitgeführt werden soll, für die eine um einen Anhängerzuschlag erhöhte Steuer erhoben wird oder die ausschließlich zur Zustellung oder Abholung nach § 3 Nr. 9 KraftStG verwendet werden.
Der Antrag kann mit dem Antrag auf Zulassung des Anhängers und der Steuererklärung verbunden werden und ist schriftlich bei der Zulassungsbehörde einzureichen. Die Zulassungsbehörde leitet nach Zuteilung des grünen Kennzeichens die entsprechenden Informationen im Wege des Datenträgeraustausch über das Rechenzentrum der Finanzverwaltung an das Hauptzollamt weiter. Als Begründung bei der Antragstellung genügt die Bezugnahme auf § 10 Abs. 1 KraftStG.
In diesem Fall wird dem Anhänger direkt mit der Zulassung zum Verkehr auf öffentlichen Straßen oder bei der Umkennzeichnung von „schwarz“ auf „grün“ nach § 9 Abs. 2 FZV ein Kennzeichen mit grüner Beschriftung auf weißem Grund zugeteilt. Dieses so genannte „grüne Kennzeichen“ stellt die Voraussetzung für die Steuerbefreiung (Tatbestandsmerkmal) dar.
Ist der Anhänger bereits zugelassen, so kann der entsprechende Antrag auch beim Hauptzollamt eingereicht werden. Voraussetzung ist aber, dass der Anhänger bereits mit einem grünen Kennzeichen ausgestattet ist (Tatbestandsmerkmal).
Die Nichterhebung der Steuer ist wie eine Steuerbefreiung zu behandeln. Der Antrag als solcher stellt eine Steuererklärung im Sinne der §§ 149 ff. AO dar. Die Gründe der Nichterhebung sind vor Erteilung eines Kraftfahrzeugsteuerbescheides im Rahmen der Ermittlungen nach § 7 Abs. 1 Satz 2 KraftStDV durch die KFSt schriftlich beim Fahrzeughalter zu erfragen. Ohne die schriftliche Rückantwort kann dem Antrag nicht entsprochen werden.
Hinweis: Die Sonderregelung für Kraftfahrzeuganhänger kann grundsätzlich auch für die von Schaustellern gehaltenen Fahrzeuge in Anspruch genommen werden. Dies gilt aber nicht für deren Wohnwagenanhänger. Nach dem Gesetz sind Wohnwagenanhänger ausdrücklich von der Sonderregelung ausgeschlossen. Soll ein nach § 10 KraftStG freigestellter Anhänger hinter einer nach § 3 Nr. 8a KraftStG steuerbefreiten Schaustellerzugmaschine verwendet werden, ist auch für die steuerbefreite Zugmaschine die Erhebung eines Anhängerzuschlags zu beantragen. Hinter dem Zugfahrzeug, für das ein Anhängerzuschlag erhoben wird, können ohne steuerliche Nachteile auch die versteuerten Wohnwagenanhänger mitgeführt werden.
Ein weiteres Element der Sonderregelung besteht darin, dass derselbe oder ein anderer Fahrzeughalter nach § 10 Abs. 2 KraftStG beantragen kann, für ein bestimmtes Kraftfahrzeug eine um einen Anhängerzuschlag erhöhte Steuer zu erheben. Der Halter des Anhängers und des Zugfahrzeugs müssen also nicht identisch zu sein.
Der Anhängerzuschlag beim Zugfahrzeug berechtigt zum Mitführen von eigenen und fremden Anhängern, für die die Steuer nicht erhoben wird. Zugfahrzeuge, für die eine um einen Anhängerzuschlag erhöhte Steuer erhoben wird, dürfen auch andere als die freigestellten Anhänger mitführen. Dies gilt auch, wenn der Halter des Zugfahrzeugs keine eigenen Anhänger besitzt.
Die Freistellung des Anhängers nach § 10 KraftStG verpflichtet deren Fahrzeughalter dazu, dass der Anhänger nur hinter Zugfahrzeugen mitgeführt werden darf, für die ein Zuschlag in ausreichender Höhe festgesetzt ist. Der Halter des Anhängers braucht kein eigenes Zugfahrzeug zu besitzen.

## Zeitpunkt der Steuervergünstigung
Die Freistellung eines Kraftfahrzeuganhängers nach § 10 KraftStG beginnt oder ändert sich ab dem Tag der Antragstellung. Der Antrag als solches ist hierbei ein Tatbestandsmerkmal! Eine rückwirkende Festsetzung oder Änderung des Anhängerzuschlages ist, außer im Rahmen der Rechtsbehelfsfrist, grundsätzlich nicht möglich. Diese Rechtsauffassung wird auch durch eine ganze Reihe von FG und BFH-Urteilen bestätigt. Weder der von einem Fahrzeughalter tatsächlich gewollte Inhalt des Antrags nach § 10 Abs. 2 Satz 1 KraftStG (Anhängerzuschlag), noch die Unrichtigkeit der Mitteilung der Zulassungsstelle über den Inhalt eines solchen bei ihr gestellten Antrages, kann eine dem Hauptzollamt nachträglich bekannt gewordene Tatsache darstellen, die eine rückwirkende Änderung des Kraftfahrzeug-Steuerbescheides rechtfertigt. Vielmehr ist die, auf einem Versäumnis der Zulassungsstelle beruhende fehlerhafte oder die Nicht-Festsetzung eines Anhängerzuschlages durch das Hauptzollamt dem Fahrzeughalter anzulasten, wenn er aus dem Kraftfahrzeug-Steuerbescheid für eine Zugmaschine die Fehlerhaftigkeit der Steuerfestsetzung hätte erkennen und das Hauptzollamt auf den Fehler hinweisen können.

## Die Höhe der Steuer

### Rechtslage bis 31.August 2007
Der Anhängerzuschlag ist Kraftfahrzeugsteuer im Sinne des Gesetzes. Nach § 10 KraftStG a.F. sind die KraftSt für das Zugfahrzeug und der Zuschlag für den Anhänger unabhängig voneinander zu behandeln. Der Zuschlag ist aber mit der KraftSt für das Zugfahrzeug in einem Betrag festzusetzen. Bei Berechnung der erhöhten Steuer sind die KraftSt für das Zugfahrzeug und für den Zuschlag zusammenzurechnen. Erst danach sind die Rundungsvorschriften des Euroglättungsgesetzes anzuwenden. Die gewählte Stufe des Anhängerzuschlags muss dabei dem Gesamtgewicht des schwersten mitzuführenden Anhängers (bei Sattelanhängern nach Abzug der Sattellast) entsprechen. Die Höhe des Anhängerzuschlags ergibt sich aus der sechsstufigen Tabelle des § 10 Abs. 3 KraftStG a.F.
| 1. | zGG nicht mehr als 10.000 kg                          | 373,24 € |
| 2. | zGG mehr als 10.000 kg, aber nicht mehr als 12.000 kg | 447,89 € |
| 3. | zGG mehr als 12.000 kg, aber nicht mehr als 14.000 kg | 522,54 € |
| 4. | zGG mehr als 14.000 kg, aber nicht mehr als 16.000 kg | 597,19 € |
| 5. | zGG mehr als 16.000 kg, aber nicht mehr als 18.000 kg | 671,84 € |
| 6. | zGG mehr als 18.000 kg                                | 894,76 € |

Er richtet sich nach dem von der Zulassungsstelle mitgeteilten verkehrsrechtlichen zulässigen Gesamtgewicht. In der Mitteilung der Zulassungsbehörde ist bei Sattelanhängern, Starrdeichselanhängern und Zentralachsanhängern die Minderung um die Aufliege- bzw. Stützlast schon berücksichtigt.
Hinweis: das verkehrsrechtliche zulässige Gesamtgewicht des schwersten mitgeführten Anhängers ist auch dann für die Berechnung der Steuer maßgeblich, wenn damit das verkehrstechnisch zulässige Maximalgewicht von 40.000 kg für Fahrzeuggespanne überschritten wird. Ebenso, wenn die Fahrzeuge nicht voll beladen sind und so das verkehrsrechtlich mögliche Gesamtgewicht nicht ausschöpfen. Wird überladen und damit das verkehrsrechtlich zulässige Gesamtgewicht überschritten, so ist ebenfalls nur das zulässige Gesamtgewicht des Fahrzeugs als Berechnungsgrundlage anzusetzen.
Wird von einer Zugmaschine ein Anhänger mitgeführt, für den die Steuer nicht erhoben wird und der schwerer ist als in dem für das Zugfahrzeug festgesetzte Anhängerzuschlag (unzulässige Verwendung), so ist die Steuer für den Anhänger entsprechend seinem zulässigen Gesamtgewicht nach § 9 Abs. 1 Nr. 5 KraftStG festzusetzen. Bei der Steuerfestsetzung für den Anhänger kann der zu niedrige Anhängerzuschlag des Zugfahrzeugs nicht steuermindernd berücksichtigt werden.

### Rechtslage ab 1.September 2007
§ 10 KraftStG ist durch Art. 1 Nr. 2 des Gesetzes zur Änderung kraftfahrzeugsteuerlicher und autobahnmautrechtlicher Vorschriften (KraftStGuaÄndG) geändert worden. Seit dem 1. September 2007 beträgt der Anhängerzuschlag für die Dauer eines Jahres einheitlich 373,24 Euro.

## Die unzulässige Verwendung
Fallen die Voraussetzungen für die Kraftfahrzeug-Steuervergünstigung weg, so ist der Steuerpflichtige verpflichtet, dieses dem Hauptzollamt anzuzeigen (§ 7 Abs. 1 Satz 2 KraftStDV).
Die Kontrolle der Sonderregelung obliegt dem Bundesamt für Güterverkehr, das dem Hauptzollamt Kontrollmitteilungen zuleitet. Gelegentlich werden auch von den Zoll- und Polizeibehörden im Rahmen von Verkehrskontrollen solche Mitteilung erstellt.
Die Vorschrift des § 10 Abs. 4 KraftStG ist dahingehend zu verstehen, dass die Kraftfahrzeugsteuer für einen Anhänger zu erheben ist, sobald der Anhänger entgegen der in dem Antrag nach § 10 Abs. 1 Satz 1 KraftStG erklärten Absicht im Inland hinter einer Zugmaschine verwendet wird, für die kein – ausreichender – Anhängerzuschlag nach § 10 Abs. 3 KraftStG festgesetzt worden ist (unzulässige Verwendung). Hat die Steuerpflicht gemäß § 10 Abs. 4 KraftStG eingesetzt, so endet sie frühestens, wenn der Anhänger nach Ablauf des Mindestbesteuerungszeitraums wieder ausschließlich im Sinne des § 10 Abs. 1 KraftStG genutzt wird. Andernfalls schließt sich an den (ersten) Monatszeitraum jeweils ein weiterer Monatszeitraum an. Durch die in § 10 Abs. 4 KraftStG festgelegte Monatsmindeststeuer wird nicht ausgeschlossen, dass die Festsetzung einer Anhänger-KraftSt auch für einen längeren Zeitraum möglich ist, wenn davon ausgegangen werden muss, dass sich die unzulässige Verwendung ohne wesentliche Unterbrechung durch alle Monate eines Festsetzungszeitraumes hingezogen hat. Eine Nachentrichtungspflicht wird jedoch nur dann und solange begründet, als der befreite Anhänger im Inland von einer Zugmaschine ohne entsprechenden Anhängerzuschlag gezogen wird, mit der Folge, dass inländische Ruhezeiten sowie Fahrzeiten im Ausland hinter Kfz ohne Anhängerzuschlag steuerunschädlich sind. Die übrigen gesetzlichen Befreiungsvorschriften bleiben unberührt. Die unzulässige Verwendung des Anhängers wirkt sich auf die Besteuerung des Zugfahrzeugs nur aus, wenn sie zu einer zweckfremden Benutzung des Zugfahrzeugs (z. B. Fahrzeug ist nach § 3 Nr. 7 KraftStG steuerfrei) führt.
Hinweis: Von der Nacherhebung der Kraftfahrzeugsteuer für Kraftfahrzeuganhänger gemäß § 10 Abs. 4 KraftStG kann im Einzelfall auf Antrag nach § 163 AO aus sachlichen Billigkeitsgründen abgesehen werden, wenn das ordnungsgemäß versteuerte Zugfahrzeug und der begünstigte Anhänger während einer Fahrt betriebsunfähig werden (z. B. durch Unfall) und der Anhänger von einem anderen Zugfahrzeug ohne Anhängerzuschlag zur nächstgelegenen Werkstatt oder zum Standort abgeschleppt wird. Fällt lediglich das Zugfahrzeug aus und bleibt der Anhänger betriebsbereit, so kann von der Nachversteuerung des Anhängers ebenfalls aus Billigkeitsgründen abgesehen werden, wenn er von einem anderen Zugfahrzeug ohne Anhängerzuschlag zu einem nahe gelegenen Abstellplatz geschleppt wird, an dem er den öffentlichen Verkehr nicht behindert. Die Voraussetzungen für einen Billigkeitserlass sind nicht gegeben, wenn der Anhänger von einem anderen Zugfahrzeug ohne Anhängerzuschlag bis zum Zielort gefahren wird.
Im Inland führen regelmäßig folgende Sachverhalte zu einer unzulässigen Verwendung der Anhänger:
- Inländische Zugfahrzeuge, für die kein oder ein zu geringer Anhängerzuschlag erhoben wird (Ausnahme Kfz im Sinne des § 3 Nr. 9 KraftStG).
- Inländische Zugfahrzeuge mit einem roten Kennzeichen (§ 10 KraftStG erfasst nur das Halten von Fahrzeugen. Rote Kennzeichen werden aber zugeteilt).
- Ausländische Zugfahrzeuge

## Besonderheiten für gebietsfremde Fahrzeuge
Im Einzelfall sind die Doppelbesteuerungsabkommen zur Kraftfahrzeugsteuer der beteiligten Länder zu prüfen.

### Ausländische Anhänger hinter inländischen Zugfahrzeugen
Im grenzüberschreitenden Güterverkehr eingesetzte ausländische Anhänger hinter inländischen Zugfahrzeugen gelten nach einer Ausnahmeverordnung zur StVZO zum als vorübergehenden Verkehr im Sinne der Vorschriften der Verordnung über internationalen Kraftfahrzeugverkehr zugelassen. Voraussetzung hierfür ist u. a. ein internationaler Zulassungsschein. Verkehrsrechtlich bleiben diese Anhänger in einem anderen Staat zugelassene Fahrzeuge. Sie können somit nicht als inländische Anhänger (§ 2 Abs. 3 KraftStG) besteuert werden, sondern unterliegen den Vorschriften über die Besteuerung ausländischer Fahrzeuge (§ 9 Abs. 3 Nr. 2 KraftStG). Besteht jedoch ein Gegenseitigkeitsabkommen zwischen der Bundesrepublik und dem betreffenden Staat und liegen die für die Anwendung des Abkommens erforderlichen Voraussetzungen vor, entfällt die Besteuerung. Diese Regelung findet auch Anwendung in Fällen, in denen Halter von inländischen Zugmaschinen ausländische Kraftfahrzeuganhänger anmieten und diese für Fahrten im grenzüberschreitenden Güterverkehr in Drittländer einsetzen.
Diese oben beschriebene Regelung findet für ausländische Anhänger im Inlandsgüterverkehr, oder bei einer Mietdauer über 1 Jahr und Nutzung hinter inländischen Zugfahrzeugen jedoch keine Anwendung. Hier sind im Einzelfall die zwischenstaatlichen Abkommen und Verträge zu prüfen.

### Inländische Anhänger hinter ausländischen Zugfahrzeugen
Zieht ein ausländisches Kraftfahrzeug einen nach § 10 Abs. 1 KraftStG befreiten Anhänger, so kann nach Auffassung der Finanzverwaltung kein Anhängerzuschlag für das Zugfahrzeug erhoben werden, weil die Zugfahrzeuge aufgrund eines Befreiungsabkommens von der KraftSt befreit sind. Es ist also der Tatbestand der unzulässigen Verwendung gegeben. Die nach § 9 Abs. 1 Nr. 5 KraftStG entstehende Steuer für den Anhänger ist durch dessen Halter zu entrichten. Diese Regelung findet auch für Zugfahrzeuge Anwendung, die nach dem Zusatzabkommen zum NATO-Truppenstatut von der Kraftfahrzeugsteuer befreit sind.
Hinweis: Wird aber ein inländischer Kraftfahrzeuganhänger, für dessen Halten die Kraftfahrzeugsteuer nicht erhoben wird, im Ausland hinter anderen als den in § 10 Abs. 1 KraftStG bezeichneten Kraftfahrzeugen (ausländische Zugfahrzeuge) mitgeführt, so liegt darin keine unzulässige Verwendung.